# Amtsgericht Waldenburg in Sachsen
Das Amtsgericht Waldenburg in Sachsen war ein Gericht der ordentlichen Gerichtsbarkeit und ein Amtsgericht in Sachsen mit Sitz in Waldenburg in Sachsen.

## Geschichte
In Waldenburg in Sachsen bestand bis 1879 das Gerichtsamt Waldenburg als Eingangsgericht. Im Rahmen der Reichsjustizgesetze wurden 1879 im Königreich Sachsen die Gerichtsämter aufgehoben und Amtsgerichte, darunter das Amtsgericht Waldenburg in Sachsen, geschaffen. Der Gerichtssprengel umfasste Waldenburg, Altstadt Waldenburg, Altwaldenburg, Callenberg mit Nieder- und Obercallenberg, Dürrenuhlsdorf, Ebersbach, Eichlaide, Falken, Franken, Fronsdorf (Sächsischer Anteil), Gähsnitz, Grünfeld, Grumbach mit Hintergrumbach, Harthau, Hoyersdorf (Sächsischer Anteil), Kertzsch, Kleinchursdorf, Langenchursdorf mit Holzhäusern und Tempel, Neukirchen bei Remse (Sächsischer Anteil), Niederarnsdorf, Niederwinkel, Oberwiera mit Holzhäusern, Oberwinkel, Oertelshain, Reichenbach, Schwaben, Thiergarten, Uhlmannsdorf, Wickersdorf (Sächsischer Anteil), Ziegelheim und die sogenannte wüste Mark Giesdorf. Das Amtsgericht Waldenburg war eines von 16 Amtsgerichten im Bezirk des Landgerichtes Zwickau. Der Amtsgerichtsbezirk umfasste danach 25.413 Einwohner. Das Gericht hatte damals zwei Richterstellen und war ein mittelgroßes Amtsgericht im Landgerichtsbezirk.

## Gerichtsgebäude

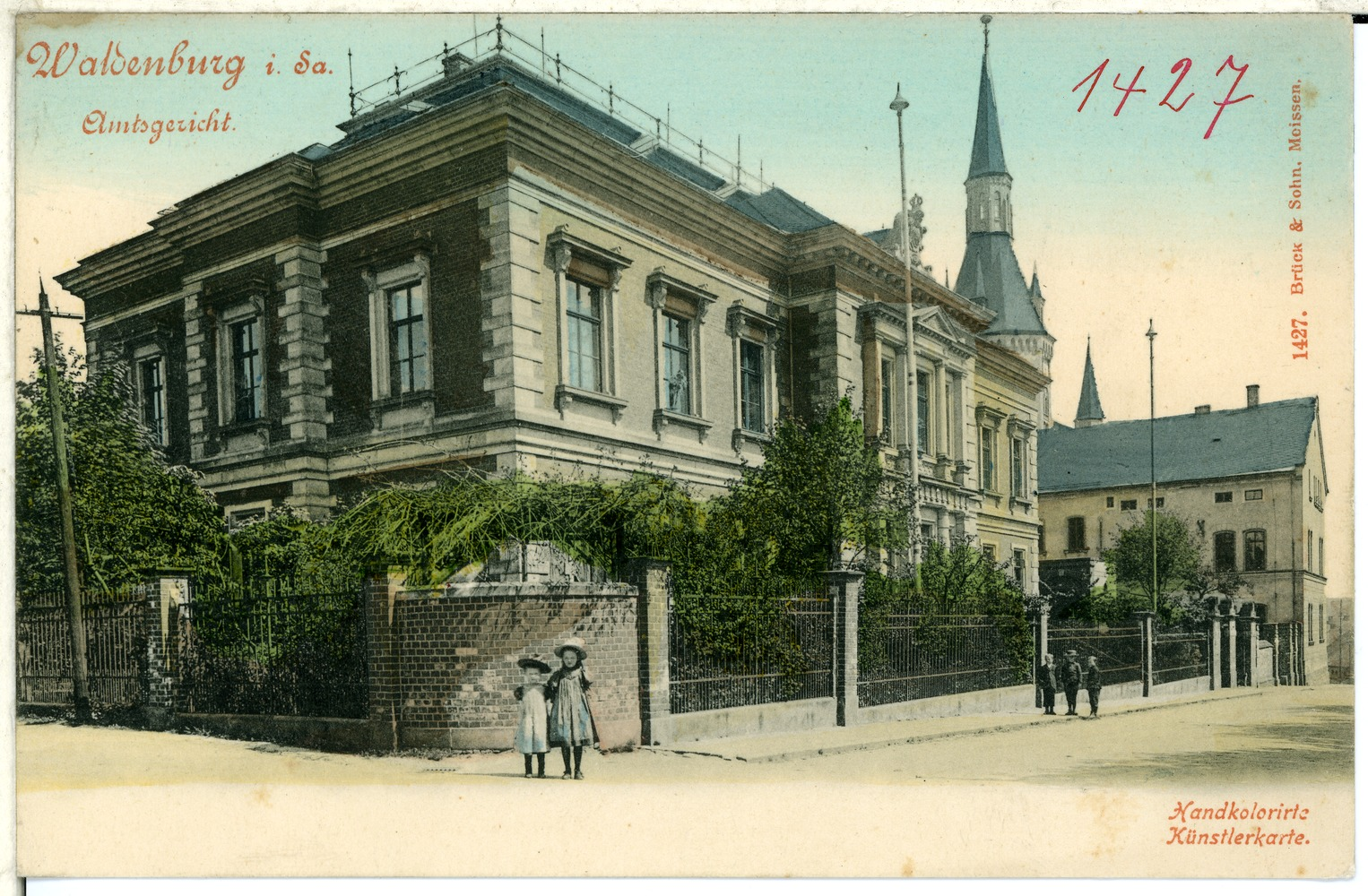
Gerichtsgebäude im Jahr 1900

Das Amtsgericht nutzte das 1888 erbaute Gerichtsgebäude (Jahnstraße 1). Es ist städtebaulich, ortsgeschichtlich und baugeschichtlich von Bedeutung und steht daher unter Denkmalschutz.

## Persönlichkeiten
- Paul Baumbach, ab 1879 Amtsrichter in Waldenburg, zuletzt Senatspräsident am Oberlandesgericht Dresden, Geheimer Rat[3]